# Mert Kurt
Mert Han Kurt (* 25. Oktober 2002 in Gent) ist ein belgisch-türkischer Fußballspieler.

## Karriere
Kurt begann seine Karriere in der Jugendverein von Cercle Brügge. Am 29. Juni 2022 wechselte Kurt in die Türkei zu Giresunspor. Sein Debüt gab er am 7. August 2022 gegen Adana Demirspor, als er in der 86. Minute eingewechselt wurde.
Im Februar 2025 wechselte Kurt in die türkische Drittligamannschaft Polatlı 1926 SK.